# René Billères
René Sylvain Édouard Billères, dit René Billères, est un homme politique français, né le 29 août 1910 à Ger (Hautes-Pyrénées) et mort le 2 octobre 2004 à Lourdes (Hautes-Pyrénées).

## Biographie
Condisciple de Georges Pompidou, à l’École normale supérieure, il est agrégé de lettres puis professeur de lycée dans sa région d'origine. Il est fait prisonnier en Allemagne durant la Seconde Guerre mondiale.
Député radical-socialiste de la première circonscription des Hautes-Pyrénées à la Deuxième Assemblée nationale constituante, puis à l'Assemblée nationale de 1946 à 1973, il préside la Commission de l'Éducation nationale de 1948 à 1954. Figure des « orthodoxes » du Parti radical, il est l'un des animateurs de ce courant lors de la tenue du Congrès extraordinaire du Parti radical de mai 1955 qui voit le succès de l'équipe de Pierre Mendès-France.
Il devient ensuite ministre de l'Éducation nationale, de la Jeunesse et des Sports dans plusieurs gouvernements successifs. La suppression des devoirs à domicile fut décidée pendant cette période ainsi que la prolongation de la scolarité obligatoire et la réforme de l'enseignement public qui comporte la revalorisation de l'enseignement technique. Pendant ces deux années, les moyens de l'Éducation nationale ont augmenté de 50 %. 
Billères vote l'investiture du général de Gaulle en 1958. En qualité de président du Parti radical-socialiste de 1965 à 1969, il contribue à l'Union de la gauche (première candidature François Mitterrand à la présidence, puis fondation de la Fédération de la gauche démocrate et socialiste). Dans le contre-gouvernement fictif élaboré en 1966 par François Mitterrand, René Billères est présenté comme pouvant être ministre de l'Éducation nationale d'un gouvernement de gauche.
Radical de gauche, il est élu au Sénat en 1974 et y siégea jusqu'en 1983 dans le groupe de la Gauche démocratique.
Il est à l’origine de la création en 1956 d’un lycée mixte de plein air à vocation climatique (accueil de jeunes souffrant de problèmes respiratoires) à Argelès-Gazost, sous-préfecture des Hautes-Pyrénées où il posséda de longues années durant une villa. En 2006, le lycée climatique fut rebaptisé en son honneur lycée climatique René-Billères.

## Décorations
- Commandeur de l'ordre des Palmes académiques (1958)[4]
- Commandeur de l'ordre du Mérite sportif‎ (1958)[5]

## Fonctions gouvernementales
- Secrétaire d'État à la Présidence du Conseil, aux Relations avec les Assemblées et à la Fonction publique du gouvernement Pierre Mendès France (du 12 novembre 1954 au 23 février 1955)
- Ministre de l'Éducation nationale, Jeunesse et Sports du gouvernement Guy Mollet (du 1er février au 22 juin 1956)
- Ministre d'État de l'Éducation nationale, de la Jeunesse et des Sports du gouvernement Guy Mollet (du 22 juin 1956 au 13 juin 1957)
- Ministre de l'Éducation nationale, de la Jeunesse et des Sports du gouvernement Maurice Bourgès-Maunoury (du 13 juin au 6 novembre 1957)
- Ministre de l'Éducation nationale, de la Jeunesse et des Sports du gouvernement Félix Gaillard (du 6 novembre 1957 au 14 mai 1958)

## Listes des mandats
- 2 juin 1946 - 27 novembre 1946 : député des Hautes-Pyrénées - Radical et radical-socialiste
- 10 novembre 1946 - 17 avril 1951 : député des Hautes-Pyrénées - Républicain radical et radical-socialiste
- 17 juin 1951 - 1er décembre 1955 : député des Hautes-Pyrénées - Républicain radical et radical-socialiste
- 2 janvier 1956 - 8 décembre 1958 : député des Hautes-Pyrénées - Républicain radical et radical-socialiste
- 30 novembre 1958 - 9 octobre 1962 : député de la première circonscription des Hautes-Pyrénées - Non inscrit
- 25 novembre 1962 - 2 avril 1967 : député de la première circonscription des Hautes-Pyrénées - Rassemblement démocratique
- 12 mars 1967 - 30 mai 1968 : député de la première circonscription des Hautes-Pyrénées - Fédération de la gauche démocrate et socialiste
- 30 juin 1968 - 1er avril 1973 : député de la première circonscription des Hautes-Pyrénées - Fédération de la gauche démocrate et socialiste
- Sénateur des Hautes-Pyrénées (1974-1983)